# سعر السوق

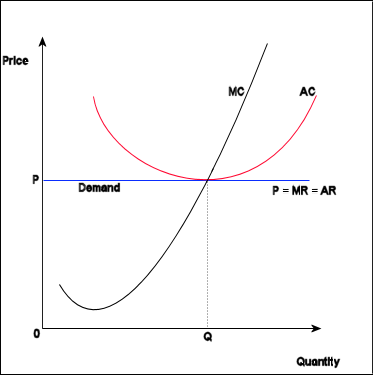

في الاقتصاد، سعر السوق (بالإنجليزية: Market price)‏، هو السعر الاقتصادي للبضائع والخدمات في السوق، ومن الأهمية دراسته في الاقتصاد الجزئي. القيمة السوقية وسعر السوق متساوون فقط في ظل ظروف كفاءة السوق والتوازن، والتوقعات المنطقية.
في قوائم المطاعم، «سعر السوق» (ويختصر m.p أو mp) يكتب بدلاً من السعر وذلك يعني أن «سعر الأطباق يعتمد على سعر المكونات بالسوق وأن السعر متوفر حال الطلب»، ويستخدم خاصة في أطباق المأكولات البحرية، وبشكل ملحوظ سرطان البحر والمحار.

## مقياس القيمة
في الاقتصاد الكلاسيكي (بالإنجليزية: classical economics)‏، يتم تسعير السوق بشكل أساسي على التفاعل بين العرض والطلب، السعر مرتبط مع كل من هذه المقاييس للقيمة. بشكل عام العلاقة بين السعر والعرض سالبة، وهذا يعني كلما ارتفع السعر تقل قيمة الكمية المعروضة. والعكس كلما قل السعر ارتفع العرض. سعر السوق هو مجرد واحد من عدد من الطرق لتحديد القيمة المالية للبضائع أو العمليات. التحولات في تغير أذواق المستهلكين تؤثر بطبيعتها على سعر السوق.
المقاييس الأخرى للقيمة تتضمن التكلفة التاريخية، تقدير قيمة تكلفة الموارد للسلعة أو الخدمة، (مثل: تخفييض القيمة الحالية، والقيمة الاقتصادية والقيمة الجوهرية).